# جف موریسون
 جف موریسون (انگلیسی: Jeff Morrison؛ زاده ۴ فوریهٔ ۱۹۷۹) یک تنیس‌باز اهل ایالات متحده آمریکا است.